# Блудная (приток Пёзы)
Блудная — река в Архангельской области России, левый приток Пёзы (бассейн Мезени).
Устье реки находится в 363 км по левому берегу реки Пёза. Длина реки составляет 150 км, площадь водосборного бассейна составляет 1390 км². Берёт начало среди болот в центральной части Тиманского кряжа. Питание снеговое и дождевое. На реке имеются небольшие пороги.

## Притоки
От устья к истоку:

← левый приток
→ правый приток
- → Красная
- → Крутая
- → Золотой
- ← Боровая
- → Яроватая
- → Кисетная
- ← Дупелька
- ← Бездонная

## Данные водного реестра
По данным государственного водного реестра России относится к Двинско-Печорскому бассейновому округу, водохозяйственный участок реки — Мезень от водомерного поста деревни Малая Нисогора и до устья.
Код объекта в государственном водном реестре — 03030000212103000048982.